# 自由を我等に
『自由を我等に』（じゆうをわれらに、原題：À nous la liberté）は、ルネ・クレール監督の1931年のフランス映画。大量生産の時代に生きる窮屈さを皮肉っている作品。

## ストーリー
ルイとエミールは刑務所の二人部屋に収容されている。昼間は、長い台に大勢の囚人が向きあって作業する。看守がエミールを叱る隙に、ルイは糸鋸をくすねる。それで部屋の窓格子を切って脱獄を計るが露見し、エミールはルイだけを逃がしてやる。
刑務所の塀を乗り越えたルイに、自転車がぶつかってきて転んだ。それを拝借して全速力で逃げたところ、自転車競技のゴールに着き、チャンピオンになってしまった。ルイは露天商からレコード店の店員へと出世してゆく。
一方、漸く出所したエミールはまず、鳥のさえずる野原に寝そべっていたところ、遊んでいてはいかんとまた留置された。悲観して首を吊ろうとすると縄を結んだ窓格子が落ちた。留置場から逃亡し、求職の列に潜り込んだエミール。就職先は蓄音機製造会社だった。長い台に大勢の工員が向きあって作業するが、今度はベルトコンベアが走る流れ作業である。エミールがミスして混乱し、監督に追われて逃げ込んだ先は、宮殿風の建物だった。
社長が大勢を引き連れ正面の階段を降りて来た。ルイだった。ルイが社長になっていた。エミールが近寄ると、強請られると勘違いしたルイは、別室にエミールを連れこみピストルを向けた。厚い札束も出したが、エミールはただ再会を喜ぶだけ。ルイにも友情がよみがえった。抱き合った。
オートメーション新工場の落成式を明日に控えた社長邸の晩餐会に、エミールも招かれた。彼には着飾った淑女紳士のお上品ぶりごっこがおかしい。たまらずに吹き出すエミールにルイ社長も吹き出し、晩餐会はおじゃんになり、奥方は怒って愛人と家出してしまった。
脱獄犯ルイの前科が警察にばれてきた。ならず者たちから強請られるようにもなった。ルイ社長は有り金をトランクに詰め工場の屋根に隠し、落成式の演説を始めた。聴衆には張り込みの警官も混ざる。激しいつむじ風になり、ルイのトランクが落ちて札束が飛び出し、演説の広場は、風に舞う札の群れを追う人たちが右に走り左へ駆け戻る大騒ぎになった。その混乱に乗じてルイは逃亡する。
翌朝、ルイとエミールは自由であった。ルンペン姿の二人は野原の直線道路を歩き出す。高級車とすれ違った。思わず振り返ったルイの尻を、エミールが蹴る。ルイが蹴り返す。二人は蹴り合いながら遠ざかっていく。

## キャスト
- レイモン・コルディ（フランス語版） - ルイ（日本語吹替：鎗田順吉）
- アンリ・マルシャン（フランス語版） - エミール（日本語吹替：小野泰次郎）
- ロラ・フランス（Rolla France） - ジャンヌ（日本語吹替：富田千代美）
- ポール・オリヴィエ（フランス語版） - ジャンヌの伯父

※日本語吹替：テレビ版・初回放送1967年2月3日『テレビ名画座』

## 受賞歴
- ヴェネツィア国際映画祭楽しい映画賞（1932年）
- キネマ旬報外国映画ベストテン第一位（1932年）

## 備考
この映画は1931年の作品である。そして、1936年に封切られたチャップリンの『モダン・タイムス』は、ベルトコンベアが走る流れ作業、それから起こるどたばた騒ぎ、幕切れの野原の直線道路を行く構図などがこの作品と似ていると言われる。
チャップリンはトビス社より告訴されるものの、「私のアイデアが偉大なる映画人であるチャップリンに使用されることは誠に光栄であります。」とのルネ・クレールの声明によって、チャップリンは勝訴する。ただ、一説にはトビス社がナチス・ドイツの影響下にあったウーファ社の姉妹会社である事から、ナチス・ドイツの影響力が陰にあるとの説もある。